# 澤田龍一
澤田 龍一（さわだ りゅういち、2月27日 - ）は、日本の男性声優。東京都出身。賢プロダクション所属。

## 略歴
「仮面ライダーシリーズ」が好きだったことから、役者業に興味があったが、オーディションを受けることに至らず、大学生の頃までは「やってみたいな」と思っていただけだったという。その後、『仮面ライダー電王』や「スーパー戦隊シリーズ」の怪人役で声優が活躍されていることを知り、「これなら声の演技もお芝居も両方やれるかもしれない！」と声優を目指したという。
スクールデュオ出身。2019年4月より賢プロダクション所属。

## 人物
特技・趣味には剣道、テニス、K-POPコピーダンス、ダイビング、食べ歩き、利きグミをそれぞれ挙げている。

## 出演
太字はメインキャラクター。

### テレビアニメ
2019年
- ゾイドワイルド ZERO（兵士）

2020年
- ランウェイで笑って（男性スタッフA）
- 魔法科高校の劣等生 シリーズ（2020年 - 2024年、パラサイト、忍者B） - 2シリーズ

2022年
- 組長娘と世話係

2023年
- ノケモノたちの夜（軍人）
- 実は俺、最強でした?（盗賊B）

2024年
- め組の大吾 救国のオレンジ（署内放送）
- 魔王学院の不適合者 II 〜史上最強の魔王の始祖、転生して子孫たちの学校へ通う〜（兵士）
- 負けヒロインが多すぎる!（男子生徒、生徒）
- 神之塔 -Tower of God- 工房戦（マシャ、R-9）
- 来世は他人がいい（モブ男）

2025年
- Übel Blatt〜ユーベルブラット〜（騎士）
- ヴィジランテ-僕のヒーローアカデミア ILLEGALS-（市民）

### 劇場アニメ
- 劇場版ハイキュー!! ゴミ捨て場の決戦（2024年、福永招平[5]）

### 吹き替え
- ファミリー・マン（2019年、JK）
- 秘密結社ベネディクト団（2021年、オシロ先生）
- THE MOON（2024年、ファン・ソヌ〈ド・ギョンス〉[6]）

### ゲーム
- 三国志を抱く2（2019年、馬超 他）
- Readyyy!（2019年、藤原蒼志[1]）
- 三国志ブラスト（2020年、関羽 他）
- くちなしアンプル（2021年、死体の男[7]）
- ファイナルファンタジーXVI（2023年）
- ファイナルファンタジーVII リバース（2024年）

### ラジオ
※はインターネット配信。
- &CAST!!!アワー ラブエール!（2019年 - 2020年、&CAST!!!※）[8]
- DAILY BRIEF（2024年-毎週火曜[9]）

### 映画
- その声のあなたへ（2022年、エキストラ）

### テレビ番組
※はインターネット配信。
- ワールド極限ミステリー（2021年6月16日、2022年11月23日、TBS)

### ボイスオーバー
- ワールド極限ミステリー（2021年3月3日、4月7日、2023年11月15日、TBS)

### 舞台
- 和心（2020年9.10月）

### 朗読劇
- 20faces（2022年6月10〜12日）
- 黄昏の光（2022年9月7日〜11日）
- 学園デスパネル2022（2022年7月13〜15日、出版）
- はなときず（2022年10月20〜22日）
- お待ちください誕生日会！！（2023年12月10日）

### その他コンテンツ
- 日個連のイメージキャラクター（2023年 - 、紫黒凛世）[10]

## ディスコグラフィ

### キャラクターソング
| 発売日   | 商品名                        | 歌 | 楽曲                                                         | 備考                     |
| 2018年   | 2018年                        | 2018年 | 2018年                                                       | 2018年                   |
| -------- | ----------------------------- | --- | ------------------------------------------------------------ | ------------------------ |
| 4月14日  | Readyyy! Project              | 摩天ロケット | 「キミが見た空は」                                           | ゲーム『Readyyy!』関連曲 |
| 6月3日   | Readyyy! Project 第2弾        | 摩天ロケット | 「スタートライン」                                           | ゲーム『Readyyy!』関連曲 |
| 9月22日  | Readyyy! Project 第3弾        | 摩天ロケット | 「Pendulum」                                                 | ゲーム『Readyyy!』関連曲 |
| 2019年   |                               | |                                                              |                          |
| 3月27日  | Readyyy! Selections           | SP!CA、摩天ロケット、Just 4U、RayGlanZ、La-Veritta | 「Special Medley」                                           | ゲーム『Readyyy!』関連曲 |
| 8月17日  | Readyyy! 第4弾                | 摩天ロケット | 「Special Days」 「nineteen! feat.摩天ロケット -short ver-」 | ゲーム『Readyyy!』関連曲 |
| 2021年   |                               | |                                                              |                          |
| 12月22日 | Readyyy! 第5弾                | 摩天ロケット | 「ここにいるから」                                           | ゲーム『Readyyy!』関連曲 |
| 12月22日 | RE:motion                     | SP!CA、摩天ロケット、Just 4U、RayGlanZ、La-Veritta | 「RE:motion」                                                | ゲーム『Readyyy!』関連曲 |
| 2022年   |                               | |                                                              |                          |
| 6月22日  | Readyyy! T.O.P Idol SHOW!! EP | Team Iris (清水弦心（CV: 田中文哉）, 伊勢谷全（CV: 大町知広）, 藤原蒼志（CV: 澤田龍一）, 紺野梓（CV: 遠藤淳）, 明石達真（CV: 黒木陽人）, 五十嵐比呂（CV: 小宮逸人）) | ｢One」                                                       | ゲーム『Readyyy!』関連曲 |
| 2023年   |                               | |                                                              |                          |
| 7月30日  | Are you Readyyy？             | SP!CA、摩天ロケット、Just 4U、RayGlanZ、La-Veritta | 「Are you Readyyy？」                                        | ゲーム『Readyyy!』関連曲 |

## ライブ・イベント

### 合同ライブ
| 出演日             | タイトル                                                                               | 会場                             |
| ------------------ | -------------------------------------------------------------------------------------- | -------------------------------- |
| 2018年2月14日      | 『Readyyy!』プロジェクト2月14日制作発表vol.1                                           | 六本木ニコファーレ（東京都）     |
| 2018年3月14日      | 『Readyyy!』プロジェクト3月14日制作発表Vol.2                                           | 六本木ニコファーレ（東京都）     |
| 2018年4月14日      | 【セガフェス2018】『Readyyy!』ゴー☆ルドステージ Vol.0 〜僕ら、本格始動します！〜       | ベルサール秋葉原（東京都）       |
| 2018年4月28日      | 『Readyyy!』ゴー☆ルドステージ Vol.1 〜僕ら、明日に向かって歌います！〜                 | 原宿クエストホール（東京都）     |
| 2018年5月13日      | 『Readyyy!』ゴー☆ルドステージ Vol.2 〜僕ら、晴れやかにおもてなしします！〜             | よみうりホール（東京都）         |
| 2018年6月3日       | 『Readyyy!』ゴー☆ルドステージ Vol.3 〜僕ら、雨ニモマケズおもてなしします！〜           | よみうりホール（東京都）         |
| 2018年7月16日      | 『Readyyy!』ゴー☆ルドステージ Vol.4 〜僕ら、夏の太陽より熱くおもてなしします！〜       | よみうりホール（東京都）         |
| 2018年7月22日      | 『Readyyy!』ゴー☆ルドステージ Vol.4.5 〜僕ら、池袋で2日間おもてなしします！〜          | セガ池袋GiGO 7F（東京都）        |
| 2018年8月26日      | 『Readyyy!』ゴー☆ルドステージ Vol.5 〜僕ら、夜空の花火よりも盛大におもてなしします！〜 | よみうりホール（東京都）         |
| 2019年5月11日      | Readyyy! Happyyy! Partyyy! 2019                                                        | 日本消防会館（東京都）           |
| 2019年8月14日      | ディアプロ夏祭り〜OTODAMA de ソイヤ！〜                                                | OTODAMA SEA STUDIO（神奈川県）   |
| 2020年2月8日       | Readyyy! 2nd anniversary LIVE "THE NEW MOMENT"                                         | 恵比寿 The Garden Hall（東京都） |
| 2021年3月13日,14日 | Readyyy! 3rd anniversary Live “LINK THE MOMENT”                                        | Yokohama 1000 CLUB（神奈川県）   |
| 2022年2月13日      | Readyyy! 4th Anniversary Live "Twinkle of Protostars"                                  | 豊洲ピット（東京都）             |